# FK Kom
FK Kom este un club de fotbal din Podgorița, Muntenegru.